# Katie Gearlds
Kathryn Ann Gearlds, detta Katie (Beech Grove, 26 ottobre 1984), è un'ex cestista e allenatrice di pallacanestro statunitense, professionista nella WNBA.

## Carriera
È stata selezionata dalle Seattle Storm al primo giro del Draft WNBA 2007 (7ª scelta assoluta).